# Lepinotus reticulatus
Lepinotus reticulatus se trata de una especie de piojo de libros cosmopolita y común en industria alimentaria encontrándose con frecuencia en los almacenes de grano.
Por su pequeño tamaño se les llama comúnmente piojos de los libros, pasando habitualmente desapercibidos. Pueden convertirse en plaga si se dan condiciones de alimentos mal conservados o bien porque las paredes de la vivienda contengan alta humedad y temperatura elevada que permiten su desarrollo.
Se encuentra distribuido por la mayor parte del mundo, encontrándose en África, Australia, Europa y el norte de Asia (excepto China), América Central, América del Norte, Oceanía , América del Sur y el sur de Asia. En España es frecuente que aparezca junto con otro piojo de los libros del mismo género, L. inquilinus 